# 대전송강중학교
대전송강중학교(大田松江中學校)는 대한민국 대전광역시 유성구 송강동에 있는 공립 중학교이다.

## 학교 연혁
- 1994년 3월 24일 : 학교 설립인가 (36학급)
- 1995년 3월 1일 : 초대 한택만 교장 부임
- 1995년 3월 2일 : 개교 (1학년 4학급, 2학년 2학급, 3학년 1학급)
- 1995년 5월 4일 : 개교식
- 2022년 9월 1일 : 제13대 인창호 교장 부임
- 2023년 3월 2일 : 2023학년도 입학식 (5학급 103명)
- 2023년 12월 12일 : 제29회 졸업식(5학급 104명) 총 6,304명

## 참고 자료
- 대전송강중학교 - 한국교육학술정보원 학교알리미